# Cynura
Cynura är ett släkte av rundmaskar. Cynura ingår i familjen Leptolaimidae.
Kladogram enligt Catalogue of Life:
| Cynura | \| \| Cynura klunderi \| \| \| \| \| \| Cynura phinneyi \| \| \| \| \| \| Cynura uniformis \| \| \| \| |
|        | \| \| Cynura klunderi \| \| \| \| \| \| Cynura phinneyi \| \| \| \| \| \| Cynura uniformis \| \| \| \| |
|        | Cynura klunderi                                                                                        |
|        | |
|        | Cynura phinneyi                                                                                        |
|        | |
|        | Cynura uniformis                                                                                       |
|        | |